# Albin Fleszar
Albin Jan Fleszar ps. „Satyr” (ur. 1 marca 1888 w Kąkolówce, zm. 3 września lub 3 listopada 1916 w Słonimie) – major piechoty Legionów Polskich.

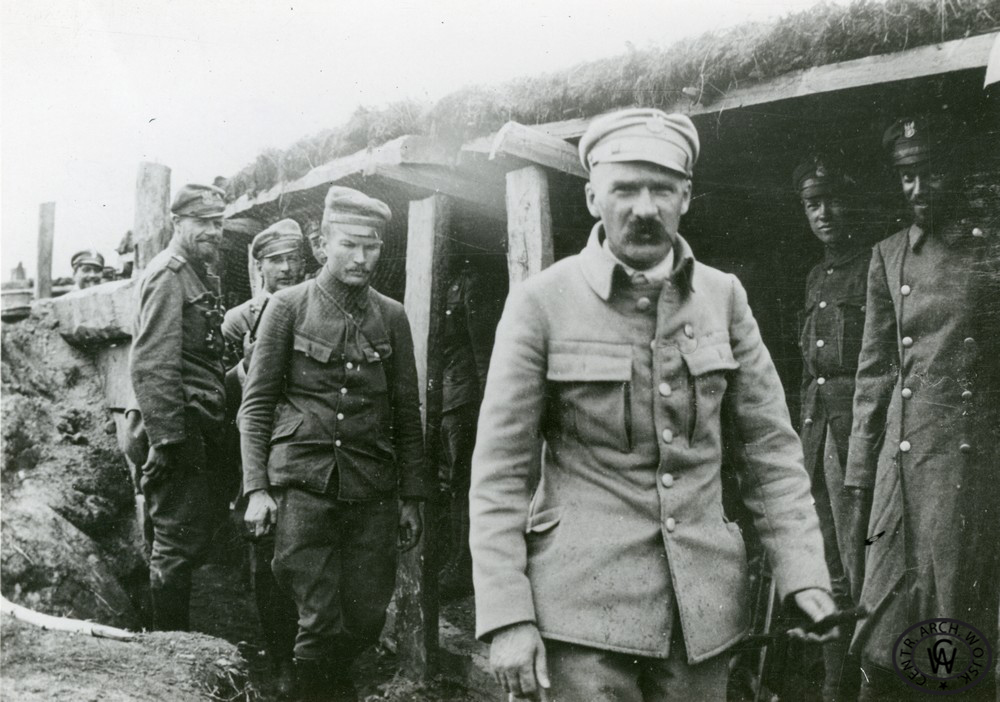
Józef Piłsudski i Albin Fleszar w okopach pod Rudką Miryńską (1916)

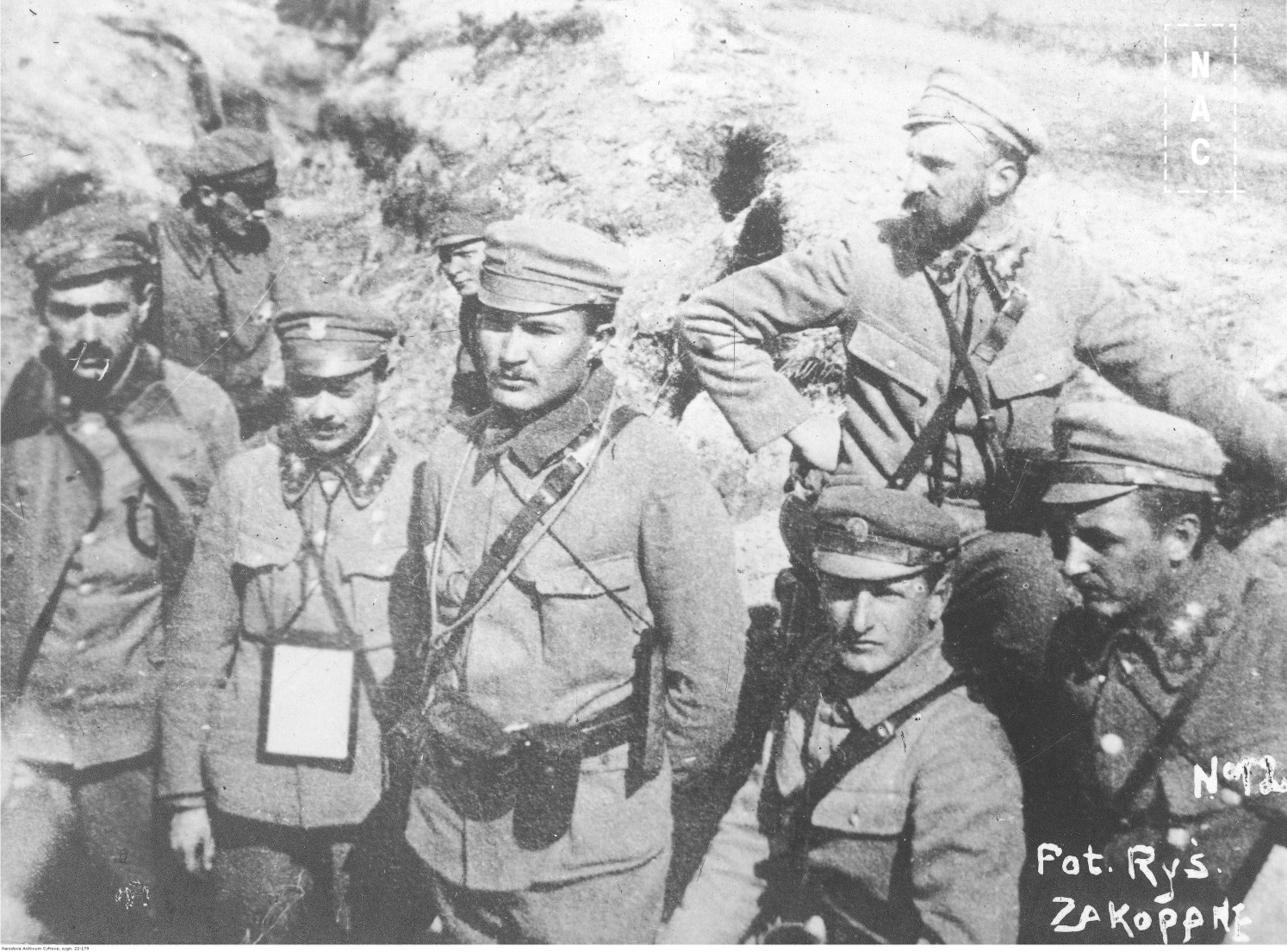
Oficerowie VI batalionu Legionów Polskich, Albin Fleszar, 4 z lewej

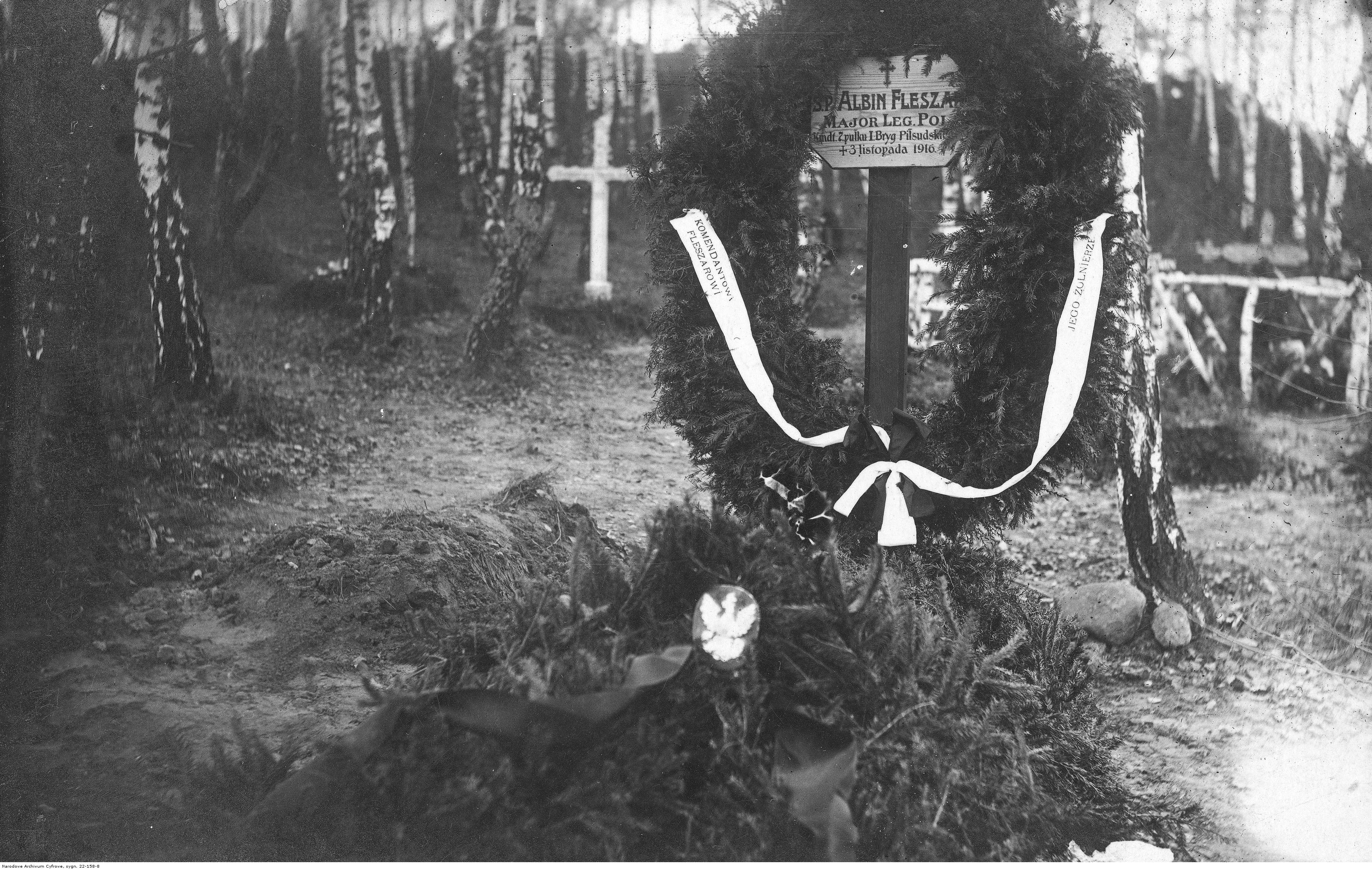
Grób Albina Fleszara w Słonimiu

## Życiorys
Syn Władysława i Zofii z domu Kosiba. Ojciec Fleszara był nauczycielem w szkole ludowej w Kąkolówce koło Błażowej w Galicji. Matka Zofia z domu Kosiba była córką wójta Korczyny koło Krosna. W połowie lat 90. XIX wieku przenieśli się do Mrowli koło Rzeszowa, gdzie Albin uczęszczał do szkoły, w której uczył jego ojciec. W czasie nauki w szkole średniej w Rzeszowie 17-letni Albin Fleszar ciężko zachorował na gruźlicę. Dla podratowania wątłego zdrowia został przez rodziców wysłany do Zakopanego. Tam skupił się na malarstwie, pisaniu poezji, a przede wszystkim rozwijał swoje zamiłowania do badania Ziemi. Po pokonaniu choroby przeniósł się do gimnazjum w Przemyślu, gdzie w roku 1908 złożył egzamin dojrzałości.

### Studia i działalność niepodległościowa 1908–1914
Tego samego roku rozpoczął studia na Uniwersytecie Lwowskim w Instytucie Geologicznym. Geologia była tym kierunkiem, który pasjonował Albina Fleszara od dzieciństwa. Bardzo szybko stał się jednym z najzdolniejszych studentów. Już w 1912 roku publikował w czasopiśmie „Kosmos”. W Instytucie Geologicznym Fleszar wytrzymał do 1912 roku. Wynikało to z jego oporu przeciw autokratycznemu i zamkniętemu na nowe teorie, głównie wówczas hipotezy płaszczyznowej budowie skorupy ziemskiej, której Albin Fleszar był gorącym zwolennikiem. Przeniósł się do Instytutu Geograficznego, gdzie znalazł dużo bardziej otwarte na nowości środowisko. Tam stał się inicjatorem wielu badań nad tektoniczną budową Karpat. Po zorganizowanej w 1913 roku wyprawie naukowej w Doły Sanockie Fleszar opublikował w „Kosmosie” (1914) dwie rozprawy. Był współpracownikiem prof. Eugeniusza Romera i członkiem Komisji Fizjograficznej Polskiej Akademii Umiejętności. Także rzucony na Wołyń w czasie walk Legionów prowadził obserwacje geologiczne i sporządzał notatki. Wynikiem tego powstała praca Uwagi nad krajobrazem Poleskim. Studia między Turią a Styrem wydanej w Sprawozdaniach Towarzystwa Naukowego Warszawskiego Wydziału Mat.-przyr. w 1916.
W okresie tym zaczął także bardzo energicznie działać w Związku Walki Czynnej. Skończył wyższy kurs oficerski Związku Strzeleckiego. Był jednym z 66 odznaczonych przez Józefa Piłsudskiego znakiem oficerskim „Parasol”. Albin Fleszar zakładał wiele drużyn strzeleckich w okolicach Rzeszowa. Był tam również wykładowcą i organizatorem kursów i szkoleń dla drużyn z okręgu rzeszowskiego.

### I wojna światowa
Zaraz po utworzeniu Legionów Polskich w operacji kieleckiej Fleszar-Satyr dowodził w stopniu kapitana (mianowany 1 stycznia 1915) II batalionem przyszłej I Brygady Legionów Polskich. 10 maja 1916 mianowany majorem, objął VI batalion, z którym przeszedł cały szlak bojowy I Brygady. Rozkazem z dnia 30 czerwca 1916 roku powołany na dowódcę 7 pułku piechoty. W dowodzonych przez niego oddziałach służyli m.in. Leopold Lis-Kula, Kazimierz Iranek-Osmecki, a kapelanem był ksiądz Stanisław Żytkiewicz. Przez swoich żołnierzy uznawany był za nauczyciela i wychowawcę. W połowie lipca 1916 roku wraz z Piłsudskim, Hallerem, Sosnkowskim, Dziekanowskim, Szczepanem, Roją, Burhardtem, Neugebauerem, Brzeziną, Beliną, Ostoją podpisał Memorandum do Dowództwa Armii Austro-Węgierskiej. Po dymisji Piłsudskiego popadł w depresję i przekonany, że dwuletni krwawy czyn legionowy zostanie utracony, w dniu 3 września 1916 roku popełnił samobójstwo w szpitalu w Słonimie (dzisiaj na Białorusi). Został pochowany na miejscowym cmentarzu. Po wojnie jego zwłoki ekshumowano i przeniesiono na cmentarz Powązkowski w Warszawie po pogrzebie 16 grudnia 1916. Na grobie (kwatera T, rząd 1, grób 8) umieszczono inskrypcję o treści: „ uczony i żołnierz zginął w walce o wolność Ojczyzny i Honor Narodu”. W nekrologu, umieszczonym w „Kurierze Warszawskim” napisano „Major Legionów Polskich, komendant 7 pułku I Brygady Legionów, zm. w Słonimie 3 listopada 1926 r. „z trudów wojennych”.” Podobnie datę śmierci 3 listopada 1916 podał „Głos Rzeszowski”, wskazując, iż dwa dni później, 5 listopada 1916 wyruszył ze Słonimia orszak żałobny. Datę śmierci 3 listopada 1916 podało także Muzeum Józefa Piłsudskiego w Sulejówku, wskazując iż Fleszar popełnił samobójstwo po przyjęciu przez Austriaków wniosku Józefa Piłsudskiego o dymisję z 26 września 1916.

## Upamiętnienie
Uchwałą Rady Miasta Rzeszowa na uroczystym posiedzeniu 23 lipca 1936 uczczono pamięć dziesięciorga ludzi Legionów Polskich, w tym Albina Fleszara, nazywając nazwiskiem każdego z nich ulicę w mieście.

## Odznaczenia i ordery
- Krzyż Srebrny Orderu Wojskowego Virtuti Militari nr 7069 – pośmiertnie[10]
- Krzyż Niepodległości – pośmiertnie (19 grudnia 1930, za pracę w dziele odzyskania niepodległości)[11]
- Znak oficerski „Parasol”

## Literatura i źródła
- Juliusz Kaden-Bandrowski, Piłsudczycy 1915
- August Krasicki Dziennik z kampanii rosyjskiej 1914-1926 Instytut Wydawniczy PAX, Warszawa 1988
- Eugeniusz Romer Fleszar Albin Jan w: Polski Słownik Biograficzny, Tom: VII, Kraków, 1948
- Albin Satyr Fleszar. „Głos Rzeszowski”, s. 3, Nr 50 z 3 grudnia 1916.
- Wykaz Legionistów Polskich 1914–1918. Albin Jan Fleszar. Muzeum Józefa Piłsudskiego w Sulejówku. [dostęp 2017-04-05]. [zarchiwizowane z tego adresu (2017-04-06)].